# Hrabstwo Adair (Missouri)
Hrabstwo Adair (ang. Adair County) – hrabstwo w północnej części stanu Missouri w Stanach Zjednoczonych. Obszar całkowity hrabstwa obejmuje powierzchnię 569,32 mil2 (1 474 km²). Według danych z 2010 r. hrabstwo miało 25 607 mieszkańców. Hrabstwo powstało 29 stycznia 1841 roku i nosi imię Johna Adaira – gubernatora Kentucky.

## Sąsiednie hrabstwa
- Hrabstwo Putnam (północny zachód)
- Hrabstwo Schuyler (północ)
- Hrabstwo Scotland (północny wschód)
- Hrabstwo Knox (wschód)
- Hrabstwo Macon (południe)
- Hrabstwo Linn (południowy zachód)
- Hrabstwo Sullivan (zachód)

## Miasta
- Brashear
- Greentop
- Kirksville
- Novinger

## Wioski
- Gibbs
- Millard